# 京都大学エネルギー理工学研究所
京都大学エネルギー理工学研究所（きょうとだいがくエネルギーりこうがくけんきゅうじょ、英: Institute of Advanced Energy, Kyoto University、IAE）は、京都大学宇治キャンパス（京都府宇治市）にある、エネルギー学の研究を行う、京都大学の附置研究所（共同利用・共同研究拠点）である。略称はエネ研。

## 概要
1996年（平成8年）設立。元々は京都帝国大学工学部に設置された中央実験所にまで遡ることができる。対象は広く、エネルギー学を生成・変換・利用の要素に分類し、3部門14研究分野を設置している。また、附属エネルギー複合研究センターを設置し、分野間での複合研究も行われている。

## 教育と研究

### 組織
- エネルギー生成研究部門
  - 量子放射エネルギー
  - 原子エネルギー
  - 粒子エネルギー
  - プラズマエネルギー
  - 先進エネルギー評価（外国人客員研究分野）
- エネルギー機能変換研究部門
  - 機能物性工学
  - レーザー科学
  - エネルギー基盤材料
  - ナノ光科学
  - クリーンエネルギー変換（客員研究分野）
- エネルギー利用過程研究部門
  - 複合化学過程
  - 分子ナノ工学
  - 生物機能化学
  - エネルギー構造生命科学
- 附属エネルギー複合研究センター
  - 自己組織化科学
  - 環境微生物学（寄附部門）

### 教育

#### 大学院教育
エネルギー理工学研究所では、エネルギー科学研究科の下記専攻の協力講座として大学院教育を行っている。
- 京都大学大学院エネルギー科学研究科
  - エネルギー基礎科学専攻
  - エネルギー変換科学専攻
  - エネルギー応用科学専攻

## 沿革
- 1914年 京都帝国大学工学部に中央実験所が設立される。
- 1941年 5研究部門からなる工学研究所として附置される。
- 1959年 ヘリオトロンA
- 1960年 ヘリオトロンB
- 1965年 ヘリオトロンC
- 1966年 工学部附属超高温プラズマ研究施設が設立される。
- 1968年 宇治キャンパスに移転。
- 1969年 原子炉安全解析実験装置室【南1号棟】
- 1970年 ヘリオトロンD
- 1971年 工学研究所が原子エネルギー研究所[8研究部門]に改称される。
- 1972年 マグネトプラズマ実験装置室【北1号棟】
- 1975年 ヘリオトロンDM
- 1976年 ヘリオトロン核融合研究センターが設立される。
- 1980年 ヘリオトロンE
- 1981年 高温液体伝熱流動実験室【南2号棟】
- 1983年 プラズマエネルギー直接変換実験棟【南3号棟】
- 1996年 原子エネルギー研究所とヘリオトン核融合研究センターの一部が合同して、エネルギー理工学研究所が改組により発足し、併せて附属エネルギー複合機構研究センターが設立される。
- 1999年 ヘリオトロンJ
- 2004年 国立大学法人京都大学設立、量子光・加速粒子総合工学研究棟【北2号棟】
- 2006年 附属エネルギー複合機構研究センターに改組される。
- 2010年 NMR装置群
- 2011年 文部科学省認定（認定機関：2011年度〜2015年度）共同利用・共同研究拠点「ゼロエミッションエネルギー研究拠点」活動が開始される。
- 2016年 文部科学省認定（認定機関：2016年度〜2021年度）共同利用・共同研究拠点「ゼロエミッションエネルギー研究拠点」活動が開始される。

## 所在地
- 〒611-0011 京都府宇治市五ヶ庄